# Bergland (gmina)
Bergland – gmina w Austrii, w kraju związkowym Dolna Austria, w powiecie Melk. Według Austriackiego Urzędu Statystycznego liczyła 1 864 mieszkańców (1 stycznia 2014).